# Eleonora C. Caruso
Eleonora C. Caruso, nota anche con lo pseudonimo CaskaLangley (24 febbraio 1986), è una scrittrice italiana.

## Biografia
È nata in provincia di Novara ed è cresciuta a Ghemme, piccolo paese che in seguito ha abbandonato per trasferirsi a Milano. È collezionista di manga. Ha intrapreso la propria carriera scrivendo fanfiction nel 2001. Si è dedicata alla critica fumettistica ed ha collaborato con riviste e case editrici di fumetti. Ha tenuto i podcast Dummy system e Honey bee inn.
Ha scritto il suo primo romanzo Comunque vada non importa, pubblicato con Indiana Editore nel 2012. Nel 2018 ha pubblicato per Mondadori Le ferite originali, in cui il protagonista Christian è bipolare. L'anno successivo, per lo stesso editore, ha pubblicato Tutto chiuso tranne il cielo, prosecuzione ideale del romanzo precedente. Nel 2023 scrive Doveva essere il nostro momento, un libro in cui vengono rivissuti gli anni novanta attraverso il viaggio dalla Sicilia alla Lombardia, di Cloro, un giovane influencer, e Leo, fuggito da una setta.
Ha inoltre scritto la serie di libri per bambini Mostro Mio per Marietti Junior e le serie a fumetti Simulacri per Sergio Bonelli Editore e Little Earthquakes, edita da Editoriale Cosmo.

## Romanzi
- Eleonora C. Caruso, Comunque vada non importa, Milano, Indiana Editore, 2012, ISBN 978-88-97404-08-8.
- Eleonora C. Caruso, Le ferite originali, Milano, Mondadori, 2018, ISBN 978-88-04-68555-5.
- Eleonora C. Caruso, Tutto chiuso tranne il cielo, Milano, Mondadori, 2019, ISBN 978-88-04-70801-8.
- Eleonora C. Caruso, Doveva essere il nostro momento, Milano, Mondadori, 2023, ISBN 978-88-04-76106-8.